# Mary Browne
Mary Browne (Santa Monica, 3 juni 1891 – Laguna Hills, 19 augustus 1971) was een tennisspeelster uit de Verenigde Staten van Amerika.
Browne won driemaal het US tenniskampioenschap in het enkelspel, in 1912, 1913 en 1914, en in 1921 stond zij als verliezend finaliste in de finale. In 1926 stond zij als verliezend finaliste in het enkelspel van Roland Garros.
In het dubbelspel won zij vijfmaal het US tenniskampioenschap, in 1912, 1913, 1914, 1921 en 1925, en in 1926 was zij verliezend finaliste. Dat jaar won zij wel het dubbelspeltoernooi van Wimbledon.
In het gemengd dubbelspel won zij viermaal het US tenniskampioenschap, in 1912, 1913, 1914 en 1921. In 1926 was zij verliezend finaliste op Wimbledon.
In 1925 en 1926 vertegenwoordigde zij haar land op de Wightman Cup.

## Resultaten grandslamtoernooien
| Legenda | Legenda                          |
| ------- | -------------------------------- |
| g.t.    | geen toernooi gehouden           |
| l.c.    | lagere categorie                 |
| –       | niet deelgenomen                 |
| G       | uitgeschakeld in de groepsfase   |
| 1R      | uitgeschakeld in de eerste ronde |
| 2R      | uitgeschakeld in de tweede ronde |
| 3R      | uitgeschakeld in de derde ronde  |
| 4R      | uitgeschakeld in de vierde ronde |
| KF      | uitgeschakeld in de kwartfinale  |
| HF      | uitgeschakeld in de halve finale |
| F       | de finale verloren               |
| W       | het toernooi gewonnen            |
| w-v     | winst/verlies-balans             |

### Enkelspel
| Australian Open | – | – | – | – | –  | –  | –  |
| Roland Garros   | – | – | – | – | –  | –  | F  |
| Wimbledon       | – | – | – | – | –  | –  | 1R |
| US Open         | W | W | W | F | HF | 3R | HF |

### Vrouwendubbelspel
| Australian Open | – | – | – | – | – | –  |
| Roland Garros   | – | – | – | – | – | HF |
| Wimbledon       | – | – | – | – | – | W  |
| US Open         | W | W | W | W | W | F  |

### Gemengd dubbelspel
| Australian Open | – | – | – | – | – |
| Roland Garros   | – | – | – | – | – |
| Wimbledon       | – | – | – | – | F |
| US Open         | W | W | W | W | – |